# Cotzhausen
Cotzhausen (früher auch Kotzhausen oder Quotzhausen) ist der Name eines aus Hessen stammenden Geschlechts, das den Namen nach dem Ort Quotshausen bei Breidenbach, Kreis Biedenkopf führt. Später gelangte das Geschlecht auch im Rheinland zu Besitz und Ansehen.

## Geschichte

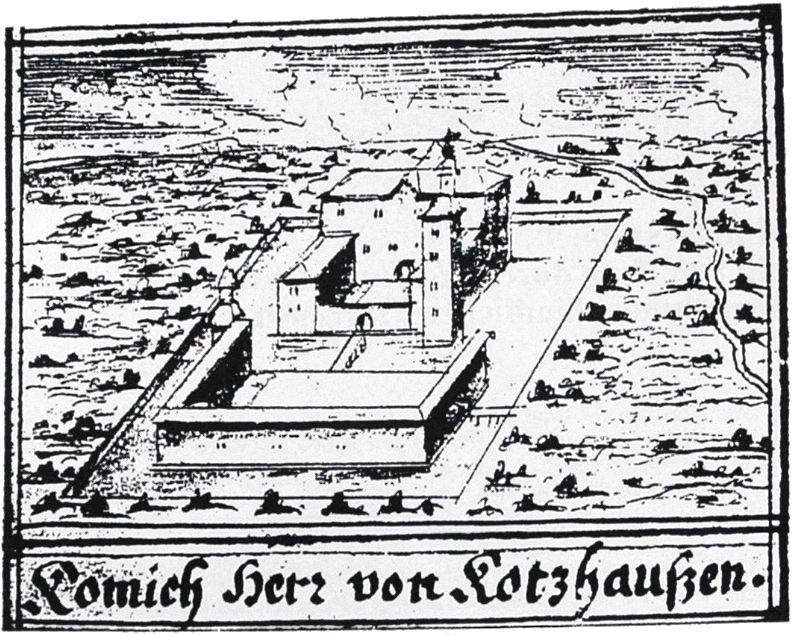
Abbildung des Hauses Kambach aus dem Codex Welser. Es zeigt den Baubestand vor dem Umbau 1701

Die urkundlich belegte Stammreihe beginnt mit Ostwald Quotzhausen in Biedenkopf, † zwischen 1572 und 1576, dessen Sohn als Johann von Quotzhausen (Kotzhausen), 1568 Bürger in Biedenkopf, auftritt. Dietrich von Cotzhausen, Sohn des Balthasar von Cotzhausen, lebte um 1611 zu Biedencap (Biedenkopf). Johann Dietrich von Cotzhausen war 1664 Rentmeister des Grafen Heinrich Wolrad von Waldeck-Pyrmont und nachdem der ein Jahr darauf im Türkenkrieg gefallen war, von dessen Onkel Georg Friedrich von Waldeck-Pyrmont aus der Linie Eisenberg, 1680 wird er als dessen ehemaliger Schultheiß und Rentmeister zu Kinzweiler genannt, 1677 ist er Zehntpächter des Domstifts Köln zu Freialdenhoven, wo er auch den Hof Winhoff besitzt, und noch 1715 bis zu seinem Tod 1720 ist er Drost der Herrschaft Wittem. 1701 erfolgte unter seinem Sohn, Johann Bernhard von Kotzhausen, der Nachfolger seines Vaters als Kinzweiler Schultheiß und Rentmeister war, sowie Pächter der Herrschaft Kinzweiler, als Besitzer des 1699 erworbenen Hauses Kambach dessen Neugestaltung in seiner heutigen Form. Kinder des vor 1731 verstorbenen Johann Bernhard und der Anna Maria geb. von Gangelt waren Florenz Peter (1745 urkundlich Ehemann der Eva Maria geb. von Crans – deren Sohn der 1773 genannte kurpfälzische Kapitän (Hauptmann) Johann Bernhard Florenz war, 1763 urkundlich Ehemann der Anna Maria Florentina), Johann Bernhard (junior), Heinrich Wilhelm und Dorothea Lambertina (vermählt mit Leonhard de Brewer zu Nyssweiler), sowie Anna Maria Sybilla von Cotzhausen (vermählt mit Dr. Peucher, Advokaten an der jülich-bergischen Hofkanzlei). Die großherzoglich bergische Domänendirektion verkaufte 1806 dem Kriegsrat Heinrich Wilhelm Ludwig von Cotzhausen die Domänenländereien Stapp (Amt Dinslaken), Büssen (Amt Götterswyckerhamm-Spellen), Alsumer Grind (Amt Beeck), Kyffwarden (Herrlichkeit Meiderich), sowie geistliche Güter, Rhinsward unterhalb von Wesel, ehemals Kartause Xanten, und weitere Warden. 1808 wurde das Rittergut Wedau bei Brachelen und Hilfarth im Kreis Heinsberg erworben, das zum Familienfideikommiss wird. 1811 wurde dann Heinrich Wilhelm Ludwig von Cotzhausen, auf Wedau und Kambach, von Kaiser Napoleon I. zum Baron de l’Empire ernannt (erblich für den jeweils Erstgeborenen). Der König von Preußen erkannte den Freiherrenstand (unter der gleichen Kondition, sowie geknüpft an den Besitz des Majorats Wedau) 1828 an, weshalb Heinrich Wilhelm Ludwig von Cotzhausen auch ein Jahr später in die Freiherrenklasse der preußischen Rheinprovinz immatrikuliert wurde. Seine Witwe, Catharina Magdalena Josephine Hubertine geb. Freiin von Broich zu Dürwiss, zog mit den acht Kindern nach Duisburg und gab Haus Kambach als Wohnsitz auf. Aus finanziellen Gründen veräußerte sie die Anlage 1842/1845 an die Familie Rey aus Glesch bei Bergheim. Wedau wurde aber beibehalten.

### Standeserhöhungen
- Französischer Baron de l'Empire nach dem Primogenitur-Recht Paris 17. März 1811 (für Kriegsrat (Heinrich Wilhelm) Ludwig von Cotzhausen, Majoratsherrn auf Wedau, Bezirk Aachen).
- Preussische Anerkennung des Freiherrentitels (primogenitur und geknüpft an den Besitz des Majorats Wedau) durch Ministerialreskript vom 25. März 1828 (für denselben).[2]
- Eintragung in die Adelsmatrikel der preußischen Rheinprovinz unter Nr. 73 der Freiherrenklasse (für denselben, der auch Besitzer des Hauses Kambach ist) Haus Cambach 17. Juni 1829.[4]

## Wappen

### Stammwappen
Das Stammwappen zeigt ursprünglich einen barhäuptigen oberhalben Bauern, in der Rechten einen Dreschflegel haltend, die Linke eingestemmt (Albert Kotzhusius / von Kotzhausen, Jülich 1622).
Aus dem späteren 17. Jahrhundert ist ein Wappen erhalten, welches in Rot einen in Silber lang-gewandeten Mann mit Mütze, einem silbernen Dreschflegel (später auch eine über dem Kopf geschwungene silberne Fahne) in der Rechten zeigt, die Linke eingestemmt. Auf dem Helm mit rot-silbernen Decken der Mann wachsend.
Johann Bernhard von Cotzhausen führte (1701 am Haus Kambach angebracht) einen abgewandelten Schild: In Rot ein vorwärts-gekehrter silberner Geharnischter mit silberner Fahne in der Rechten. Auf dem Helm mit rot-silbernen Decken der Geharnischte wachsend.

### Wappen im Diplom von 1811
Geviert, Feld 1 gespalten, darin vorn Stammwappen (wie 1701), hinten in Gold eine aufgerichtete, mit ihren sechs Enden linksgekehrte schwarze Hirschstange, begleitet von drei (2:1) blauen Spornrädchen (Stammwappen der Volkershoven, früheres Schultheißengeschlecht zu Kinzweiler, Vorfahren derer von Cotzhausen), Feld 2 in Rot ein befruchteter silberner Eichenast (in der Napoleonischen Heraldik als die linke Vierung das Zeichen der Barone als Mitglied der Wahlkammern), Feld 3 in Blau ein goldener Sparren, begleitet oben von 2 goldenen Kreuzen, unten von einem die Hörner aufwärtskehrenden goldenen Halbmond, Feld 4 geteilt, darin oben in Silber auf der Teilungslinie Kopf und Hals eines schwarzen Rosses, unten golden ohne Bild. Auf dem Schild das französische Baronsbarett, besteckt mit drei Straußenfedern.

## Bekannte Namensträger
- Hugo Freiherr von Cotzhausen, (* 1863; † 1947), deutscher Konteradmiral und Marineattaché